# 澤田治男
澤田 治男（さわだ はるお、1911年1月26日 - 1989年8月23日）は日本の政治家。熊本県熊本市出身。

## 来歴
- 1947年（昭和22年） - 熊本市議会議員に当選。
- 1955年（昭和30年） - 熊本県議会議員に当選。
- 1967年（昭和42年）5月 - 第43代熊本県議会副議長[1]。
- 1968年（昭和43年） - 藍綬褒章を受章。
- 1972年（昭和47年） - 熊本県経済農協連会長（-1984年）[2]。
- 1979年（昭和54年）6月28日 - 第3代自民党熊本県連会長[3]。
- 1983年（昭和58年）7月19日 - 病気のため、自民党熊本県連会長辞任。
- 1989年（平成元年）8月23日 - 脳梗塞のため死去。